# Peter Crane
Sir Peter Robert Crane (* 18. Juli 1954 in Kettering (Northamptonshire)) ist ein britischer Botaniker und Paläontologe. 1999 bis 2006 war er Direktor der Royal Botanic Gardens in Kew.

## Leben
Crane studierte an der University of Reading, wo er 1978 bis 1981 Mitglied der Fakultät war. 1981/82 war er als Post-Doktorand an der Indiana University. Ab 1982 war er Assistant Curator in der Abteilung Geologie des Field Museum of Natural History in Chicago. 1992 bis 1999 war er dort Vizepräsident und dann Direktor und hatte die Gesamtverantwortung für das wissenschaftliche Programm. Nach seiner Zeit als Direktor in Kew ging er 2006 zurück als Professor an die University of Chicago. Ab 2009 ist er Dekan der Yale School of Forestry and Environmental Studies der Yale University. Er war Gastprofessor an der Universität Zürich, der Universität Wien, der University of Massachusetts und der University of Texas. Er war Gastwissenschaftler am Natural History Museum in London und am National Museum of Natural History der Smithsonian Institution.
Crane befasst sich mit der Makroevolution (Evolutionsmuster) sowohl fossiler als auch rezenter Pflanzen. Er setzt sich auch für die Erhaltung der Artenvielfalt ein.
2004 wurde er als Knight Bachelor („Sir“) geadelt. Er ist Fellow der Royal Society (1998), in deren Rat er ist, und auswärtiges Mitglied der Königlich Schwedischen Akademie der Wissenschaften, der National Academy of Sciences (2001) sowie der American Academy of Arts and Sciences (2008) und Mitglied der Leopoldina. 1993 erhielt er den Charles Schuchert Award und 1984 die Bicentennary Medal der Linnean Society. Er erhielt 1998 den Henry Allan Gleason Award des New York Botanical Garden, 2001 die Hutchinson Medal des Chicago Botanic Garden, 2014 den Internationalen Preis für Biologie und 2024 die Darwin-Wallace-Medaille der Linnean Society. 1998 bis 2000 war er Präsident der Paleontological Society. Er ist Ehrenmitglied der Palaeontological Association.
1999 leitete er das wissenschaftliche Programm des Internationalen Botanikerkongresses in St. Louis. Er ist im Rat des Global Crop Diversity Trust, des Missouri Botanical Garden, des Chicago Botanic Garden, des Lady Bird Johnson Wildflower Center der University of Texas und der Gaylord and Dorothy Donnelley Foundation.

## Schriften
- mit Else Marie Friis, Kay Raunsgaard Pedersen: Early flowers and agiosperm evolution, Cambridge University Press 2011
- mit Paul Kenrick: The origin and early diversification of land plants: a cladistic study, Smithsonian Institution Press 1997
- Herausgeber mit Else Marie Friis, William G. Chaloner: The Origins of angiosperms and their biological consequences, Cambridge University Press 1987